# Вієзурі
Вієзурі (рум. Viezuri) — село у повіті Алба в Румунії. Входить до складу комуни Черу-Бекеїнць.
Село розташоване на відстані 280 км на північний захід від Бухареста, 23 км на захід від Алба-Юлії, 89 км на південь від Клуж-Напоки.

## Населення
За даними перепису населення 2002 року у селі проживали 8 осіб, усі — румуни. Усі жителі села рідною мовою назвали румунську.